# Miarinarivo (Miarinarivo)
Miarinarivo è un comune urbano (firaisana) del Madagascar, capitale della regione di Itasy. È situato ad ovest di Antananarivo, capitale del Madagascar, alla quale è collegato per mezzo della route nationale 1.
La città ha una popolazione di 13 568 abitanti (censimento 2001) ed è sede di una diocesi cattolica, con una cattedrale dedicata a Cristo Re.